# Maouhoub Ghazouani
Maouhoub Ghazouani (in arabo موهوب الغزواني‎?; 1946) è un ex calciatore marocchino, di ruolo attaccante.

## Carriera
Partecipò con la nazionale del Marocco al campionato del mondo 1970, giocò inoltre per l'Association Sportive des Forces Armées Royales. È stato il primo calciatore a essere espulso nella storia dei giochi olimpici. Il provvedimento gli fu comminato dall'arbitro turco Doğan Babacan durante la partita con la Germania Ovest.